# Seirocastnia meridiana
Seirocastnia meridiana là một loài bướm đêm trong họ Noctuidae.